# 佐賀関半島

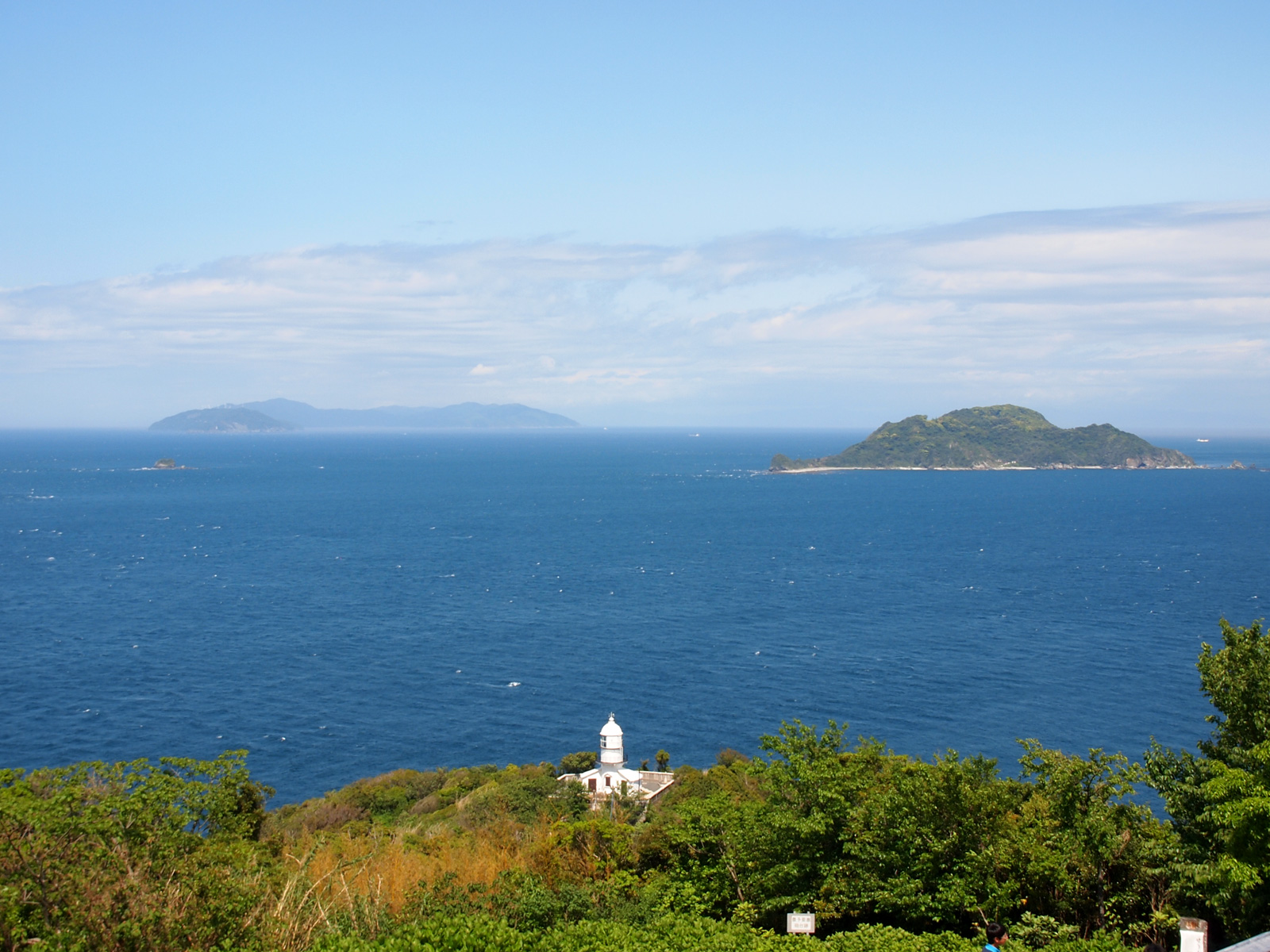
佐賀関半島先端の関崎（手前）。左手奥は佐田岬で右手の島は高島

佐賀関半島（さがのせきはんとう）は、大分県大分市の東端（旧佐賀関町）及び臼杵市に位置する半島。地形的には樅木山系が東に突き出た形をなす地である。「関」の地名はかつてこの地に航路の関司（見張り番）が置かれたことに因む。今日では関さば、関あじの産地として名高い。

## 地形
佐賀関半島の北側は別府湾、南側は臼杵湾に属す。豊予海峡（速吸瀬戸）を挟んで、愛媛県側の佐田岬半島と相対しており、この海峡から北側の海域は伊予灘、南側は豊後水道となる。
中央構造線の三波川変成帯に属し、構成される地質も佐田岬半島と同じ変成岩となっている。沿岸部は岩礁や入り江が多く、風光明媚な海岸線が続き、日豊海岸国定公園に含まれる（一方、沖合にある無人島の高島は瀬戸内海国立公園の指定区域である）。
自然環境は黒潮が洗う臼杵湾側と北西の季節風が吹き付ける別府湾側で大きく異なる。

## 産業
一本釣りなどを中心とする沿岸漁業が盛ん。特に関さばや関あじは全国的に知られたブランドとなっており、観光客を呼び込む誘因にもなっている。他にはフグも獲れ、半島の南側の臼杵市ではふぐ料理が名物である。農業では、半島南部の一尺屋地区などでミカン栽培が盛ん。
製錬業も主力産業であり、半島中部の佐賀関地区には、JX金属グループのパンパシフィック・カッパー(PPC)佐賀関製錬所がある。古くは原料鉱石を運搬するため、佐賀関鉄道が敷設されていた。同製錬所は佐賀関発展の契機ともなったが、公害問題も発生している。

## 交通
佐田岬半島へは16kmの距離にあり、佐賀関港と愛媛県三崎港との間に国道九四フェリー（国道197号の海上区間）が就航している。また、かねてから大分県と愛媛県を結ぶ道路として豊予海峡大橋（仮称）やトンネルの建設構想があるほか、四国横断新幹線の有力ルートとも目されているが、いずれも具体化の目途は立っていない。